# 슬러그
슬러그(slug)는 야드파운드법의 중력단위계에 속하며 질량의 단위이다. 
중력단위체계에서는 질량이 아닌 중력을 기본단위로 하기 위해 질량의 조립단위(組立単位)가 된다. SI 같은 절대단위계에서 힘의 단위는 질량과 가속도의 단위부터 구성되는 것과는 반대로, 중력 단위계에는 질량의 단위가 힘과 가속도의 단위부터 구성된다. 1슬러그는 '1 lbf(중량 파운드)의 힘에 의해 1 ft/s2(슬러그 매초)의 가속도(加速度)가 생기는 질량(質量)'으로 정의(定義)되기도 한다. 단위 기호로는, slug = lbf·s2/ft라고 쓴다. 
그러므로 lb/slug(파운드/무게)는 중력 가속도를 ft/s2로 표시한 값이다. g ≒ 32.174 05 ft/s2이므로、1 slug ≒ 32.174 05 lb가 된다. SI에서는 1 slug = 14.593 90 kg이 된다. 
미터법의 MKS의 중력 단위체계에 슬러그와 비슷한 정의로 질량의 조립단위는, 메트릭 슬러그라고 부른다.

## 같이 보기
- 중력가속도
- 질량
- 국제단위계